# Bactris
Genre
Classification phylogénétique
Synonymes
- Amylocarpus   	Barb.Rodr.
- Augustinea		 H.Karst.
- Guilelma	     	 Link
- Guilielma 		Mart.
- Pyrenoglyphis	    H.Karst.
- Yuyba		 (Barb.Rodr.) L.H.Bailey

Bactris est un genre de palmiers qui comprend 79 espèces natives d'Amérique centrale, d'Amérique du Sud et des Caraïbes.

## Description
Ce sont des arbres dont le stipe peut atteindre une hauteur allant de 4 à 20 mètres. Les feuilles atteignent 5 m de long. Elles sont pennées et recouvertes de nombreuses folioles. Le fruit est une drupe de 2 à 6 cm de longueur, qui est comestible suivant les espèces.

## Classification
- Sous-famille des Arecoideae
  - Tribu des Cocoeae
    - Sous-tribu des Bactridinae

Bactris partage sa sous-tribu avec quatre autres genres; Acrocomia, Astrocaryum, Aiphanes et Desmoncus.

## Quelques espèces

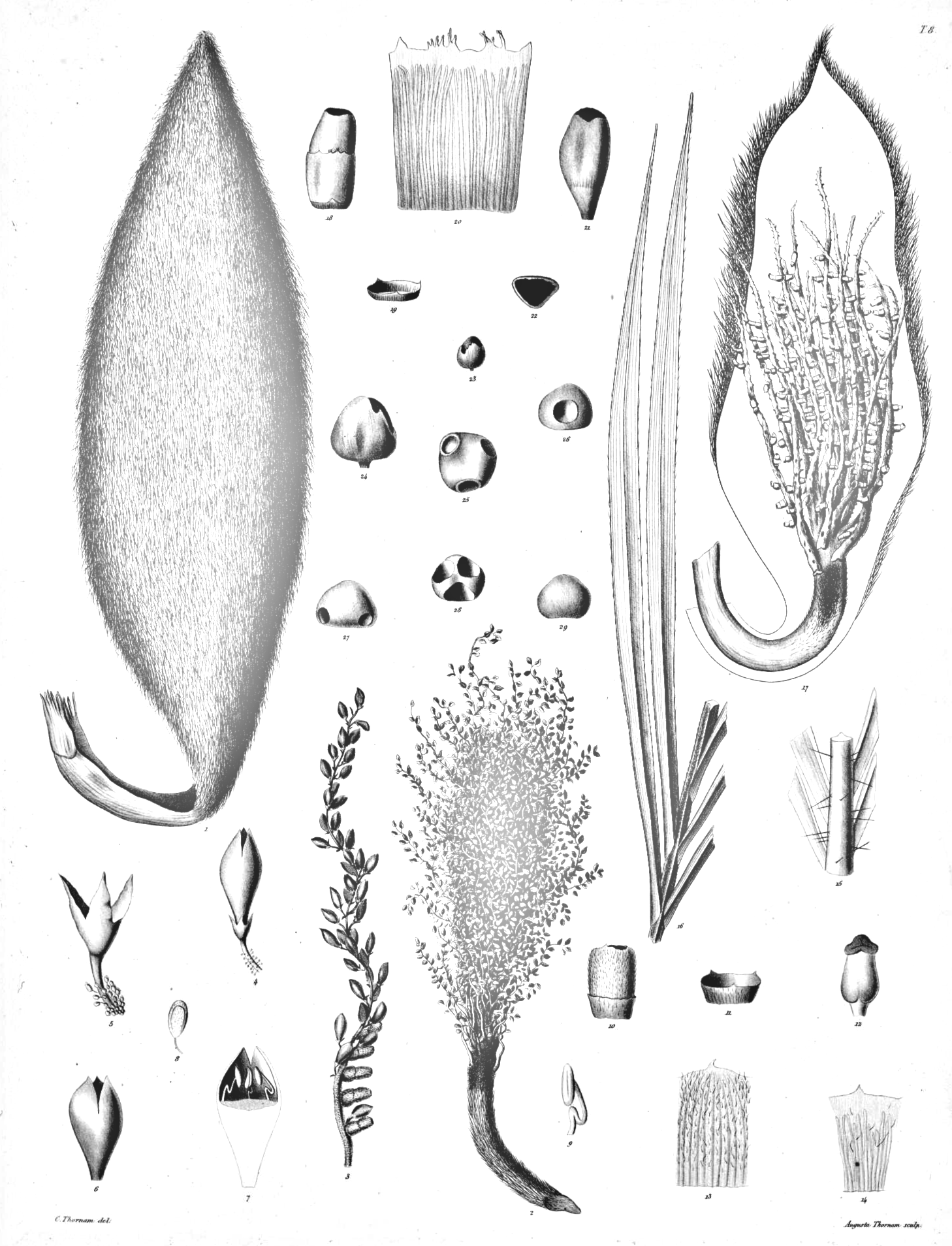
Bactris glandulosa

- Bactris acanthocarpa
- Bactris bifida
- Bactris brogniartii
- Bactris cruegeriana
- Bactris ferruginea
- Bactris gasipaes
- Bactris guineensis
- Bactris glandulosa
- Bactris glaucescens
- Bactris gracilior
- Bactris grayumi
- Bactris hirta
- Bactris major
- Bactris mexicana
- Bactris militaris
- Bactris pilosa
- Bactris setosa
- Bactris simplicifrons
- Bactris wendlandiana

## Espèces menacées
Six espèces appartenant au genre Bactris sont aujourd'hui menacées, selon les critères de la Liste rouge de l'UICN. La situation est très critique pour le Bactris nancibensis.
- Bactris setulosa : LR/nt
- Bactris pickelii : VU A1c
- Bactris jamaicana : VU A2c
- Bactris longiseta : VU A2c
- Bactris coloniata : VU B1+2c
- Bactris setiflora : EN B1ab(iii)
- Bactris nancibensis : CR D